# Wood Heights
Wood Heights è un comune degli Stati Uniti d'America, situato nello Stato del Missouri, nella contea di Ray.